# استرالیا در جنگ جهانی دوم

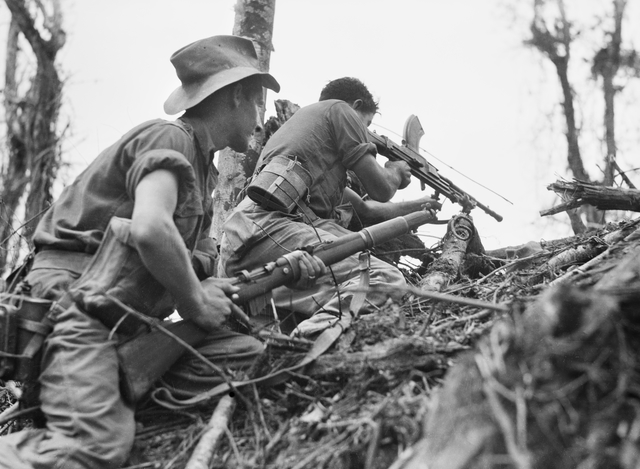
دو سرباز استرالیایی در ژوئن ۱۹۴۵

استرالیا در جنگ جهانی دوم یکی از اعضای کشورهای متفقین بود. استرالیا پس از مدت کوتاهی از حمله آلمان به لهستان و اشغال لهستان، علیه آلمان اعلام جنگ کرد. تا پایان جنگ، تقریباً یک میلیون استرالیایی جنگیدند که اغلب در جبهه‌های اروپا، شمال آفریقا و جنوب غرب اقیانوس آرام خدمت کردند. در این جنگ استرالیا علی‌رغم دوری از مناطق اصلی جنگ، مورد حمله قرار گرفت و این اولین حمله به استرالیا پس از استعمار این کشور بود. در طول جنگ جهانی دوم ۲۷٬۰۷۳ استرالیایی جان خود را از دست دادند و ۲۳٬۴۷۷ نفر نیز مجروح شدند.